# Presenze invisibili
Presenze invisibili (They Are Among Us) è un film per la televisione statunitense di genere horror-fantascientifico del 2004 diretto da Jeffrey Obrow.

## Trama
Una piccola città è infestata dagli alieni che fingono umani. Il loro scopo è quello di rubare le risorse della terra di cui hanno bisogno di sopravvivere. 